# Pramod Karan Sethi
Pramod Karan Sethi (né le 28 novembre 1927 à Vârânaçî et mort le 6 janvier 2008 à Jaipur), est un chirurgien orthopédique indien, récompensé par la Padma Shri.
Avec le docteur Masterji Ram Chander, il produit la jambe de Jaipur en 1969, une jambe artificielle en caoutchouc et en fut reconnu par le Livre Guinness des records pour avoir aidé un grand nombre de personnes amputées en leur permettant une mobilité plus facile.

## Sources
- (en) « The $28 Foot », article de Tim McGrik, publié par Time magazine
- (en) « Dr Sethi, the inventor of Jaipur foot, is no more », article du site rediff.com